# Анастасия Кожевникова
Анастасия Дмитриевна Кожевникова (на украински: Анастасія Дмитрівна Кожевнікова) е украинска певица.

## Биография
Анастасия Кожевникова е родена на 26 март 1993 г. в град Южноукраинск, Украйна. Родителите ѝ са Дмитрий и Татяна Кожевникови, като Анастасия е единственото дете в семейството.
На шест години, Анастасия пее в детския хор „Капельки“, две години по-късно започва да учи в музикално училище по пиано. Успоредно с това, тя учи актьорско майсторство и хореография, прави театрална постановка на песента „Галатея“. Участва в различни детски конкурси, като „Бегущие по волнам“, „Первые ласточки“, „Молода Галичина“, но не постига успех.
В 16 години, Анастасия участва на кастинг в шоуто „Супер зірка“. Преминава първи квалификационен кръг, но времето на снимките на шоуто съвпада с периода на нейното външно независимо оценяване, и тя трябва да се оттегли. На кастинг за шоуто „X-Фактор“, Анастасия се минава в първия кръг, където изпълнява в трио с други участници, но след това те успяват да преминат.
През 2011 г. Анастасия е приета в Киевския национален университет по технологии и дизайн със специалност „мениджър на организацията“. Тя живее в общежитие, поработва като консултант в зоомагазин, разнася листовки, и играе ролята на Снегурочка по време на новогодишните празници. На третата година участва в конкурса за красота на университета „Мисс КНУТД-2013“ и го печели.
През 2013 г. участва в шоуто „Хочу V ВИА Гру“. Там, заедно с Миша Романова и Ерика Герцег са под менторството на Надежда Грановская. На финала на шоуто, те печелят първото място и стават новите членове на група ВИА Гра.

## Дискография

### Сингли с ВИА Гра
- „Перемирие“ (2013)
- „У меня появился другой“ (2014) (съвместно с Вахтанг)
- „Кислород“ (2014) (съвместно с Мот)
- „Это было прекрасно“ (2015)
- „Так сильно“ (2015)
- „Кто ты мне“ (2016)

## Видеография

### Клипове с ВИА Гра
| Година | Клип                                           | Режисьор          |
| ------ | ---------------------------------------------- | ----------------- |
| 2013   | „Перемирие“                                    | Алан Бадоев       |
| 2014   | „У меня появился другой“ (съвместно с Вахтанг) | Сергей Солодкий   |
| 2014   | „Кислород“ (съвместно с Мот)                   | Алексей Куприянов |
| 2015   | „Это было прекрасно“                           | Сергей Солодкий   |
| 2015   | „Так сильно“                                   | Сергей Солодкий   |
| 2016   | „Кто ты мне“                                   | Сергей Ткаченко   |